# Poarta Albă, Constanța
Poarta Albă (în turcă Alakapı), este satul de reședință al comunei cu același nume din județul Constanța, Dobrogea, România. La nord de localitate din Canalul Dunăre - Marea Neagră se desprinde Canalul Poarta Albă - Năvodari. La recensământul din 2002 avea o populație de 4306 locuitori. În sat au trăit germani dobrogeni de religie evanghelică. Numele satului în germană este Alakap.

## Etimologie
Poarta Albă este o traducere aproximativă a denumirii originale Alakapî din limba tătară care înseamnă Arcada (sau Bolta)